# Capoeta buhsei
Capoeta buhsei е вид лъчеперка от семейство Шаранови (Cyprinidae). Видът не е застрашен от изчезване.

## Разпространение и местообитание
Разпространен е в Иран.
Обитава сладководни басейни и реки.

## Описание
Популацията на вида е стабилна.